# Oude Algemene Begraafplaats Koningin Julianastraat (Moordrecht)
De Oude Algemene Begraafplaats Koningin Julianastraat is een begraafplaats in de Nederlandse plaats Moordrecht. Bij de ingang staat een monument ter herinnering aan de in de oorlog vermoorde Joodse inwoners van Moordrecht. Ook staat hier een algemeen oorlogsmonument ter herinnering aan de jaren 1940 - 1945.

## Afbeeldingen

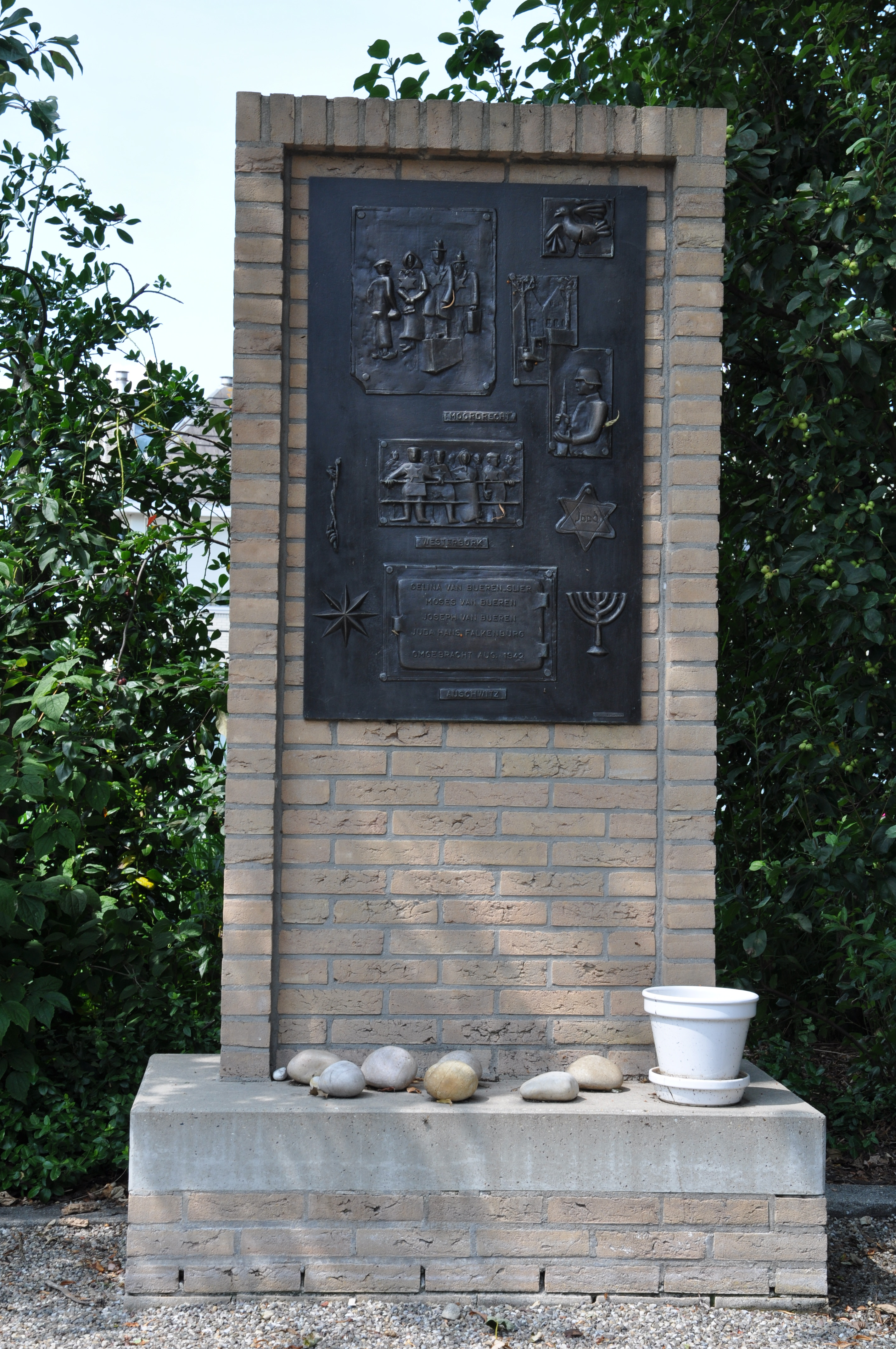
Monument ter herinnering aan de vermoorde Joodse inwoners
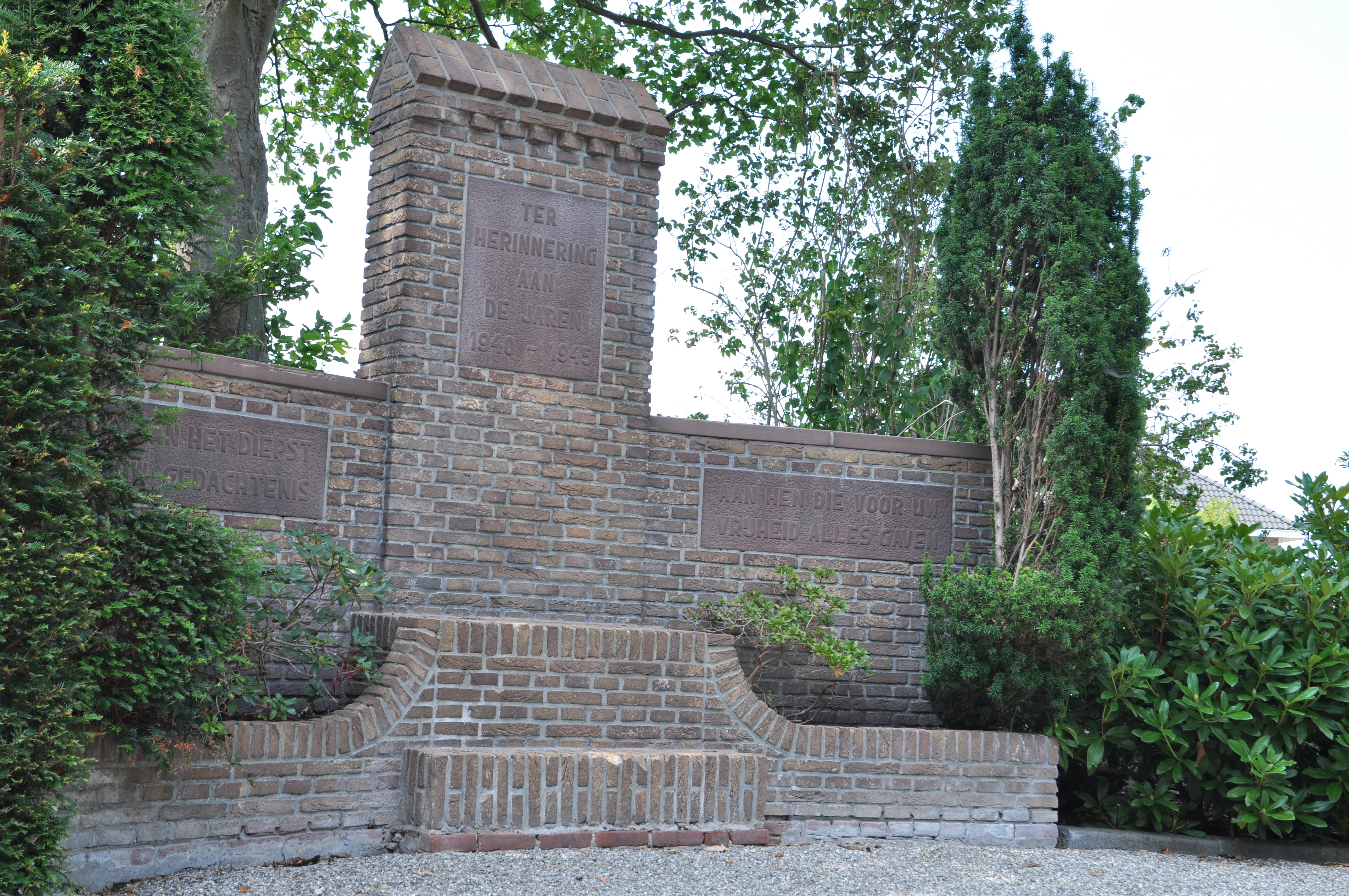
Oorlogsmonument
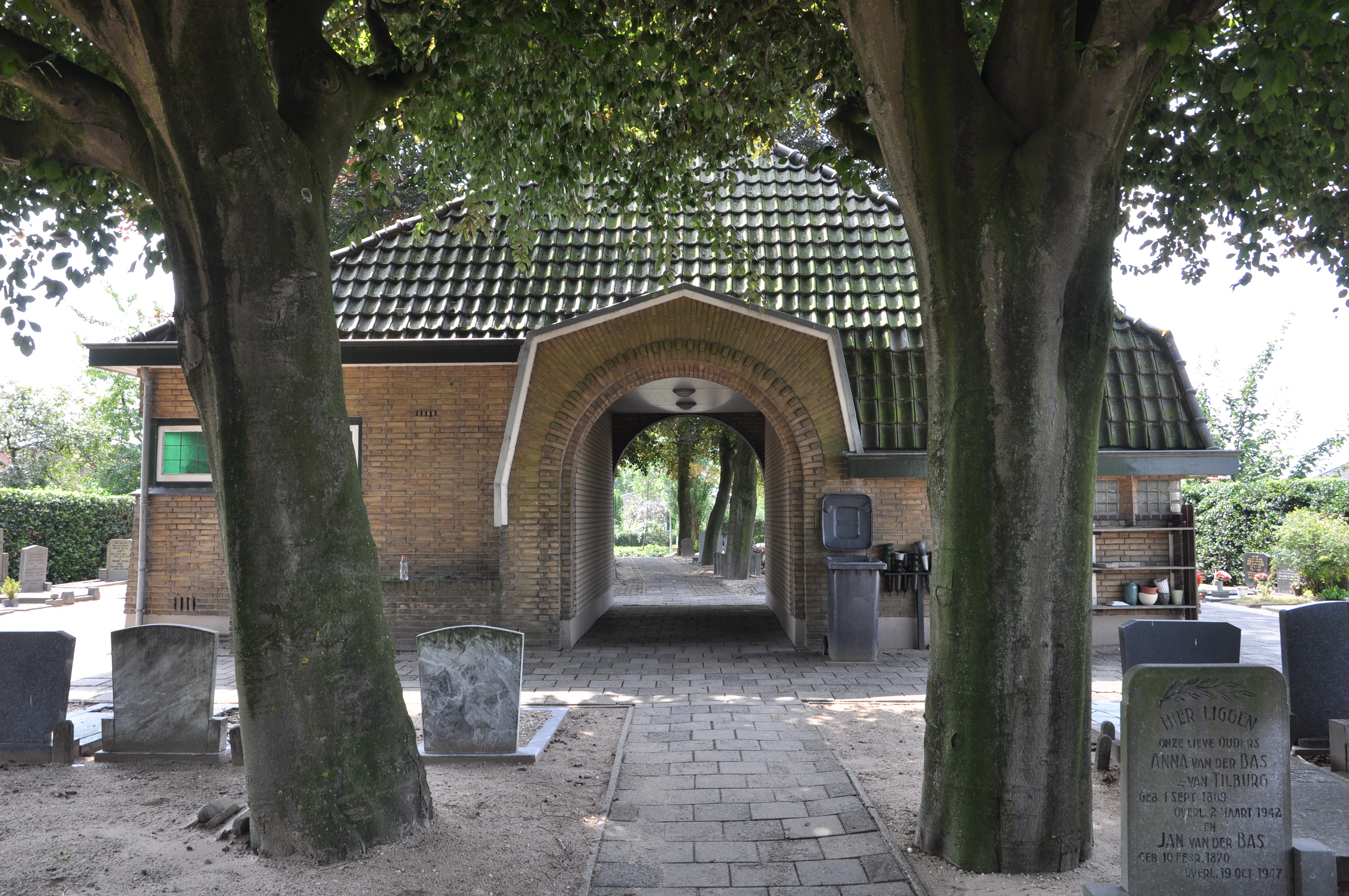
Poortgebouw in het midden van de begraafplaats
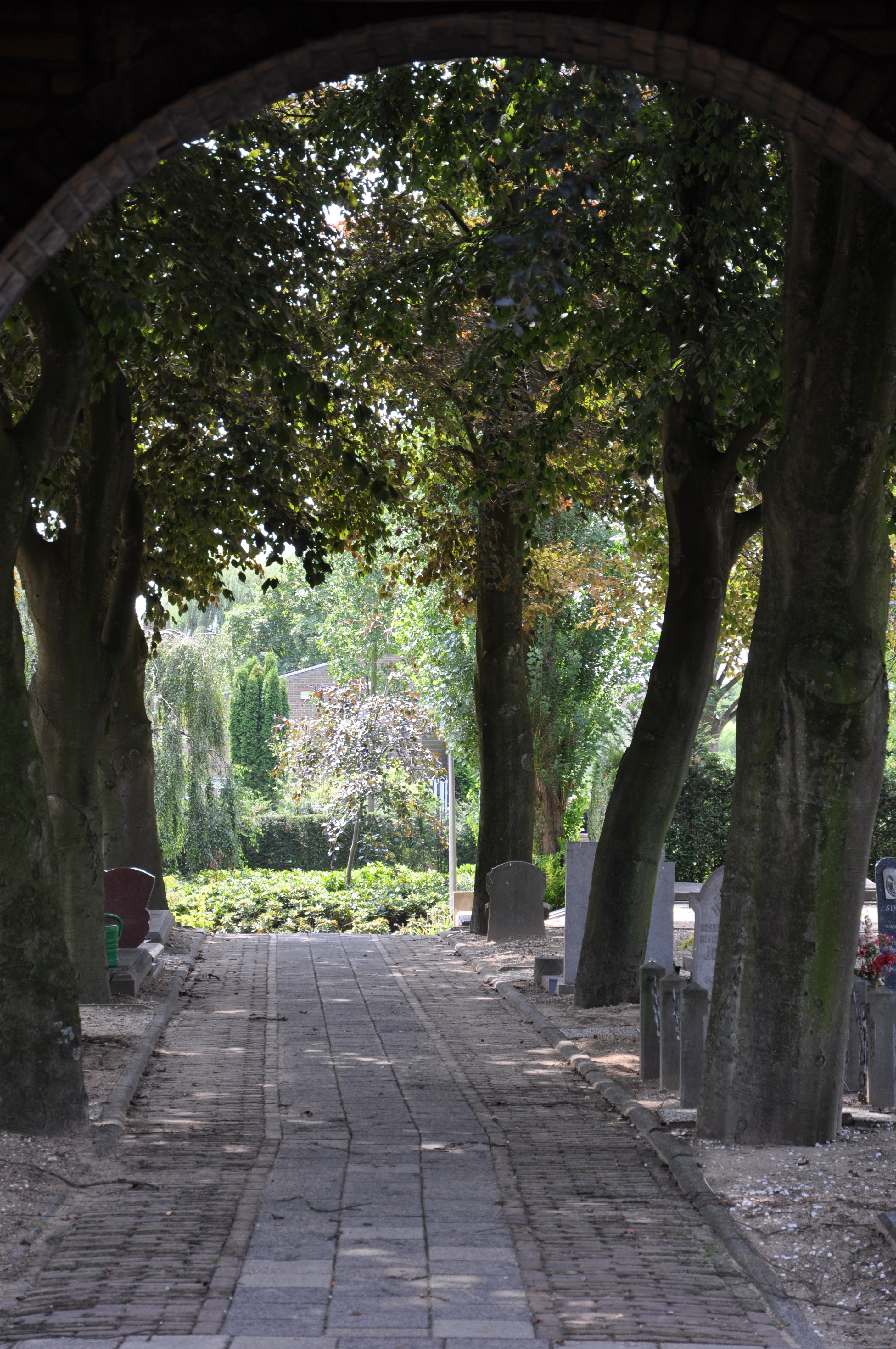
Zicht van onder de poort